# Diacantha flavodorsata
Diacantha flavodorsata es una especie de insecto coleóptero de la familia Chrysomelidae.
Fue descrita científicamente en 1893 por Léon Fairmaire.